# Italdesign Zerouno
L'Italdesign Zerouno è un'autovettura sportiva prodotta nel 2017 dal Gruppo Volkswagen attraverso lo studio di design italiano Italdesign Giugiaro.
Della vettura sono previsti 5 esemplari in versione coupé e altri 5 della roadster.

## Contesto
Rappresenta la prima vettura di serie stradale venduta al pubblico a marchio dell'azienda di Moncalieri ed è stata realizzata dalla divisione denominata Italdesign Automobili Speciali, che produce vetture stradali in piccola serie per collezionisti.
Infatti il nome "Zerouno" sta proprio ad indicare che la vettura è il primo veicolo di produzione in serie stradale della divisione Italdesign Automobili.

## Profilo e tecnica
La Zerouno è stata presentata al 87º salone dell'automobile di Ginevra, avvenuto nel marzo 2017.
Il veicolo è basato sulla medesima piattaforma realizzata in alluminio-carbonio della Lamborghini Huracán e Audi R8, con cui condivide oltre ad alcune parti meccaniche anche il propulsore, che è un 5,2 litri con architettura V10 montato in posizione centrale-longitudinale alimentato a benzina con iniezione diretta, che sviluppa 610 CV erogati a 8250 giri/min con 560 Nm disponibili a 6500 giri/min. Lo 0 a 100 chilometri all'ora viene coperto in 3,2 secondi e la velocità massima è di 330 km/h. La trazione è integrale permanente e la potenza viene inviata ad essa tramite un cambio automatico doppia frizione a 7 marce. Largo uso della fibra di carbonio è stato fatto anche per gli interni e per le parti esterne del veicolo.
Un anno dopo sempre a Ginevra è stata svelata la versione senza tettuccio, denominata Zerouno Duerta; le differenze con la versione coupé stanno nella carrozzeria che è del tipo roadster caratterizzata da un tettuccio rigido asportabile e per la velocità massima inferiore che si attesta sui 320 km/h per la Duerta. Inoltre anche per questa variante la produzione prevista è anch'essa limitata a sole 5 vetture.